# Berlin Biennale für zeitgenössische Kunst
Die Berlin Biennale für zeitgenössische Kunst ist eine Ausstellung internationaler zeitgenössischer Kunst, die von der Kulturstiftung des Bundes seit 2004 als kulturelle Spitzeneinrichtung gefördert wird. Sie wurde am 26. März 1996 von Klaus Biesenbach, der heute Direktor der Neuen Nationalgalerie in Berlin ist, sowie einer Gruppe von Sammlern und Kunstfreunden ins Leben gerufen. Von 2004 bis 2024 war Gabriele Horn die Direktorin der Berlin Biennale,. Ihr Nachfolger ist Axel Wieder. Die Berlin Biennale findet im zweijährlichen Rhythmus an wechselnden Orten in Berlin statt.

## Chronologie der Ausstellungen
Zeiten und Orte
Die erste Ausstellung wurde von Klaus Biesenbach, Hans-Ulrich Obrist und Nancy Spector kuratiert. Sie fand in den KW Institute for Contemporary Art in der Auguststraße in Berlin-Mitte statt.
Die 2. Berlin Biennale dauerte vom 20. April bis zum 20. Juni 2001 und zeigte Arbeiten von 49 Kunstschaffenden aus 31 Ländern. Kuratorin war Saskia Bos, Veranstaltungsorte waren Räume der KW Institute for Contemporary Art und das Postfuhramt in der Oranienburger Straße.
Die 3. Berlin Biennale fand vom 14. Februar bis zum 18. April 2004 statt; künstlerische Leiterin war Ute Meta Bauer. Genutzt wurden die Räumlichkeiten des KW Institute for Contemporary Art, der Martin-Gropius-Bau sowie für die 35 filmischen Arbeiten das Kino Arsenal.
Die 4. Berlin Biennale vom 25. März bis 5. Juni 2006, kuratiert von Maurizio Cattelan, Massimiliano Gioni und Ali Subotnick, zeigte unter anderem Kunstwerke von Mircea Cantor, Bruce Nauman, Ján Mančuška, Cathy Wilkes und Thomas Schütte. Vom Organisationsteam wurde eine eigene Galerie (Gagosian Gallery) in der Auguststraße eröffnet, in der bereits sechs Monate vor Biennale-Beginn erste Werke präsentiert wurden. Die eigentliche Ausstellung fand an elf Orten statt, darunter der Alte Garnisonfriedhof und der Spiegelsaal im Ballhaus Mitte.
Die 5. Berlin Biennale wurde von Adam Szymczyk und Elena Filipovic kuratiert und wurde vom 5. April bis zum 15. Juni 2008 an vier verschiedenen Orten, darunter die Neue Nationalgalerie am Kulturforum in Berlin-Mitte, durchgeführt.
Die 6. Berlin Biennale fand vom 11. Juni bis zum 8. August 2010 statt und wurde von Kathrin Rhomberg kuratiert. Als Vorgeschmack auf diese Biennale startete im Januar 2010 das durch die Europäische Kommission geförderte Projekt Artists Beyond, das sich zum Ziel setzte, künstlerische Arbeit als Entstehungsprozess in öffentlichen Veranstaltungen vorzustellen. Sieben Künstlerinnen und Künstler waren in Amsterdam, Istanbul, Priştina, Kopenhagen, Wien, Paris und Berlin an Artists Beyond beteiligt.
Die 7. Berlin Biennale wurde im Jahr 2012 vom 27. April bis 1. Juli veranstaltet und von Artur Żmijewski kuratiert. Zum erweiterten kuratorischen Team gehörten Voina und Joanna Warsza. Das Organisationsteam kreierte im Vorbereitungszeitraum eine eigene Zeitung, die P/Act for Art: Berlin Biennale Zeitung.
Die 8. Berlin Biennale fand vom 29. Mai bis 3. August 2014 statt und wurde vom kolumbianisch-kanadischen Künstler und Kunsthistoriker Juan A. Gaitán kuratiert. Gaitán lud Tarek Atoui, Natasha Ginwala, Catalina Lozano, Mariana Munguía, Olaf Nicolai und Danh Vo als zentrale Mitglieder und Beratende zur Zusammenarbeit in sein künstlerisches Team ein.
Die 9. Berlin Biennale fand vom 4. Juni bis 18. September 2016 statt. Das kuratorische Team bestand aus Lauren Boyle, Solomon Chase, Marco Roso und David Toro vom New Yorker DIS Kollektiv. Sie fand unter anderem in den KW Institute for Contemporary Art und der Akademie der Künste (Pariser Platz) statt.
Die 10. Berlin Biennale fand vom 9. Juni bis 9. September 2018 statt und wurde kuratiert von Gabi Ngcobo und ihrem Team bestehend aus Nomaduma Rosa Masilela, Serubiri Moses, Thiago de Paula Souza und Yvette Mutumba. Mit dem Titel We Don’t Need Another Hero verstand sich die 10. Berlin Biennale als Dialog mit Künstlerinnen und Künstlern und anderen Beitragenden. Die Beteiligten setzten sich mit den anhaltenden Ängsten und Sorgen in der heutigen Zeit auseinander.
Die 11. Berlin Biennale wurde von María Berríos, Renata Cervetto, Lisette Lagnado und Agustín Pérez Rubio kuratiert, begann prozesshaft und startete bereits im September 2019 mit drei aufeinanderfolgenden Formaten: exp. 1, exp. 2, und exp. 3. Der vierte Teil, konzipiert als Epilog, wurde vom 5. September 2020 bis 1. November 2020 als Hauptausstellung unter dem Titel Der Riss beginnt im Inneren (en: The Crack Begins Within) in den KW Institute for Contemporary Art, in der daadgalerie, im Gropius Bau und bei ExRotaprint präsentiert. 
Die 12. Berlin Biennale fand vom 11. Juni bis 18. September 2022 an verschiedenen Orten in Berlin statt. Kader Attia kuratierte sie in Kooperation mit Ana Teixeira Pinto, Đỗ Tường Linh, Marie Helene Pereira, Noam Segal und Rasha Salti.
Die 13. Berlin Biennale soll vom 14. Juni bis 14. September 2025 stattfinden und von Zasha Colah kuratiert werden.